# Schwarzkehl-Krähenstar

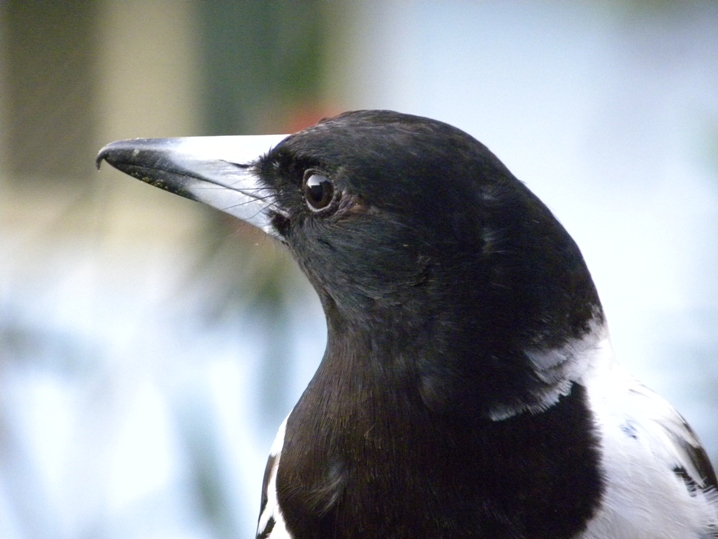
Schwarzkehl-Krähenstar, Kopfstudie

Der Schwarzkehl-Krähenstar (Cracticus nigrogularis), auch Schwarzkehl-Krähenwürger genannt, ist ein Vogel aus der Gattung der Würgerkrähen (Cracticus). Er kommt ausschließlich in Australien und einigen der Küste vorgelagerten Inseln vor. 
Die IUCN stuft ihre Bestandssituation als ungefährdet (least concern) ein. Es werden zwei Unterarten unterschieden.

## Merkmale

### Körperbau und Farbgebung
Der Schwarzkehl-Krähenstar erreicht eine Körperlänge von rund 28 bis 32 cm, wovon 16,2 bis 19 Zentimeter auf den Schwanz entfallen. Der Schnabel ist 40 bis 49,7 mm lang. Der Schwarzkehl-Krähenstar hat eine Flügellänge von 160–190 mm und eine Flügelspannweite von durchschnittlich 51 Zentimeter. Das Gewicht liegt zwischen 97 und 159 g. Der Geschlechtsdimorphismus ist nicht sehr ausgeprägt.

### Männchen
Beim Männchen sind Kopf, Hals und Vorderbrust schwarz. Die übrige Körperunterseite ist weiß. Im Nacken verläuft ein breites weißes Band und trennt das schwarze Kopfgefieder von dem ebenfalls schwarzen Mantel, Rücken und den schwarzen Flügeldecken. Am unteren Rücken geht das schwarze Gefieder in ein Grau und dann in das Weiß der Oberschwanzdecken über. Das Schwanzgefieder ist auf der Oberseite schwarz mit einer breiten weißen Spitze. Auf der Unterseite ist der schwarze Teil des Schwanzgefieders fast vollständig von den weißen Unterschwanzdecken verdeckt und nur die weißen Spitzen der Steuerfedern sind sichtbar. 
Der Schnabel ist blass blaugrau mit einer schwarzen Spitze. Die Iris ist dunkel rötlichbraun. Die Beine und Füße sind dunkelgrau.

### Weibchen und Jungvögel

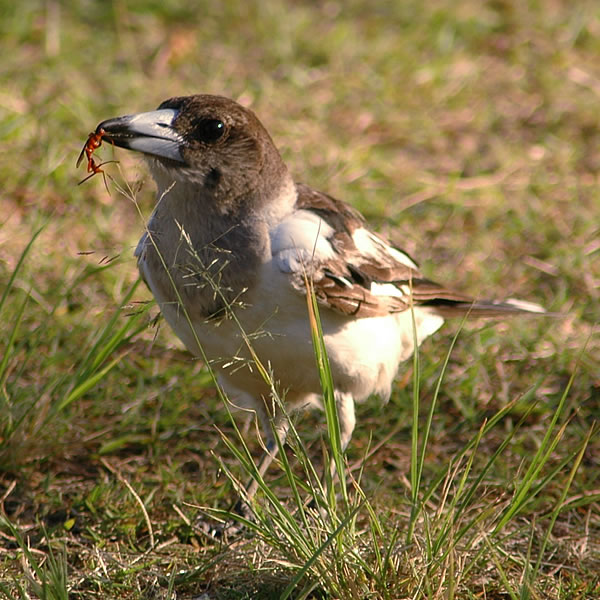
Jungvogel des Schwarzkehl-Krähenstars

Einige adulte Weibchen sind von den Männchen nicht zu unterscheiden. Ein Teil der Weibchen weist jedoch ein schwarzbraunes Kopf- und Rückengefieder auf. Der Ring, der das Kopfgefieder vom Rückengefieder trennt, ist bei diesen in der Regel auch hellgrau.
Bei Jungvögeln ist das Gefieder deutlich bräunlicher, auch wenn die Farbverteilung oberflächlich den adulten Vögeln gleicht. Der Scheitel und der hintere Hals sind dunkelbraun und bilden eine Kappe, weil die Kopfseiten blass gelblich braun sind. Das Kinn und die Kehle sind bei ihnen noch cremefarben und gehen in ein dunkleres Gelbbraun auf der oberen Kehle über.

### Stimme
Die Rufe des Schwarzkehl-Krähenstars werden wegen ihres flötenartigen Klangs als angenehm empfunden. Sie rufen gewöhnlich während des Tages, vor allem jedoch in den Morgenstunden. Auch in mondhellen Nächten sind ihre Rufe vernehmbar. 

## Verwechslungsmöglichkeiten
Der Schwarzkehl-Krähenstar ist im größten Teil seines Verbreitungsgebietes der einzige Krähenwürger-Art, bei der die adulten Vögel ein schwarzweißes Gefieder haben. Der Schwarzrücken-Krähenstar, der dem Schwarzkehl-Krähenstar ähnelt, teilt sich nur auf der Kap-York-Halbinsel das Verbreitungsgebiet mit dieser Art. Der Graurücken-Krähenwürger hat ein überwiegend graues Körpergefieder. Der Flötenvogel ist dagegen auf der Körperunterseite schwarz. Der Stelzenmonarch dagegen hat einen schwarzweißen Kopf.

## Verbreitungsgebiet und Lebensraum

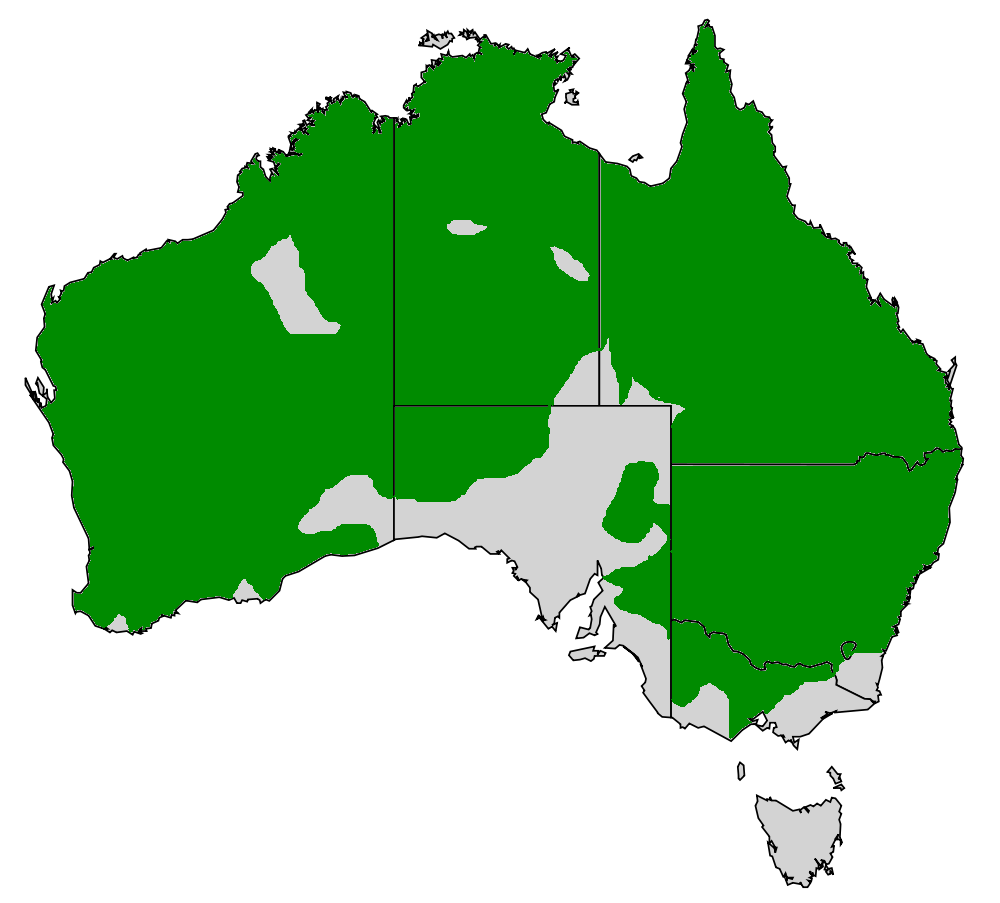
Verbreitungsgebiet des Schwarzkehl-Krähenstars

Der Schwarzkehl-Krähenstar kommt ausschließlich auf dem australischen Kontinent vor. In den australischen Bundesstaaten Queensland und Northern Territory ist er weit verbreitet und fehlt nur im äußersten Norden der Kap-York-Halbinsel. Auch im australischen Bundesstaat New South Wales ist er weit verbreitet und fehlt nur im äußersten Südosten. In Victoria dagegen kommt er überwiegend im Tal des Murray Rivers und seinen Zuflüssen vor. In South Australia ist er vergleichsweise selten, dagegen in West Australia wiederum häufig. Er ist in seinem gesamten Verbreitungsgebiet ein Standvogel. Beringungsdaten belegen diese Ortstreue: Fast 99 Prozent der wieder gefangenen oder aufgefundenen Schwarzkehl-Krähenstar hatten sich weniger als 10 Kilometer vom ursprünglichen Beringungsort entfernt.
In West Australia hat der Schwarzkehl-Krähenstar seit Ende des 19. Jahrhunderts sein Verbreitungsgebiet ausdehnen können, nachdem dort zunehmend Wälder zugunsten von Agrarflächen abgeholzt wurden. Er ist dagegen um die Stadt Darwin im Northern Territory selten geworden, nachdem sich dort die Vorstadtgebiete immer weiter ausgedehnt haben.
Der Lebensraum des Schwarzkehl-Krähenstars sind lichte Eukalyptus- und Akazienwälder sowie Buschland. Er kommt auch in lichten Wäldern entlang von Fließgewässern vor. Er kommt außerdem auf Agrarflächen, in Parks und Gärten vor, wenn diese einen lichten Baumbestand haben. In ariden und semiariden Gebieten ist er meistens in der Nähe von Flussläufen anzutreffen. Er wird gelegentlich auch in Monsunwäldern beobachtet und seltener auch in Mangrovenwäldern.

## Lebensweise

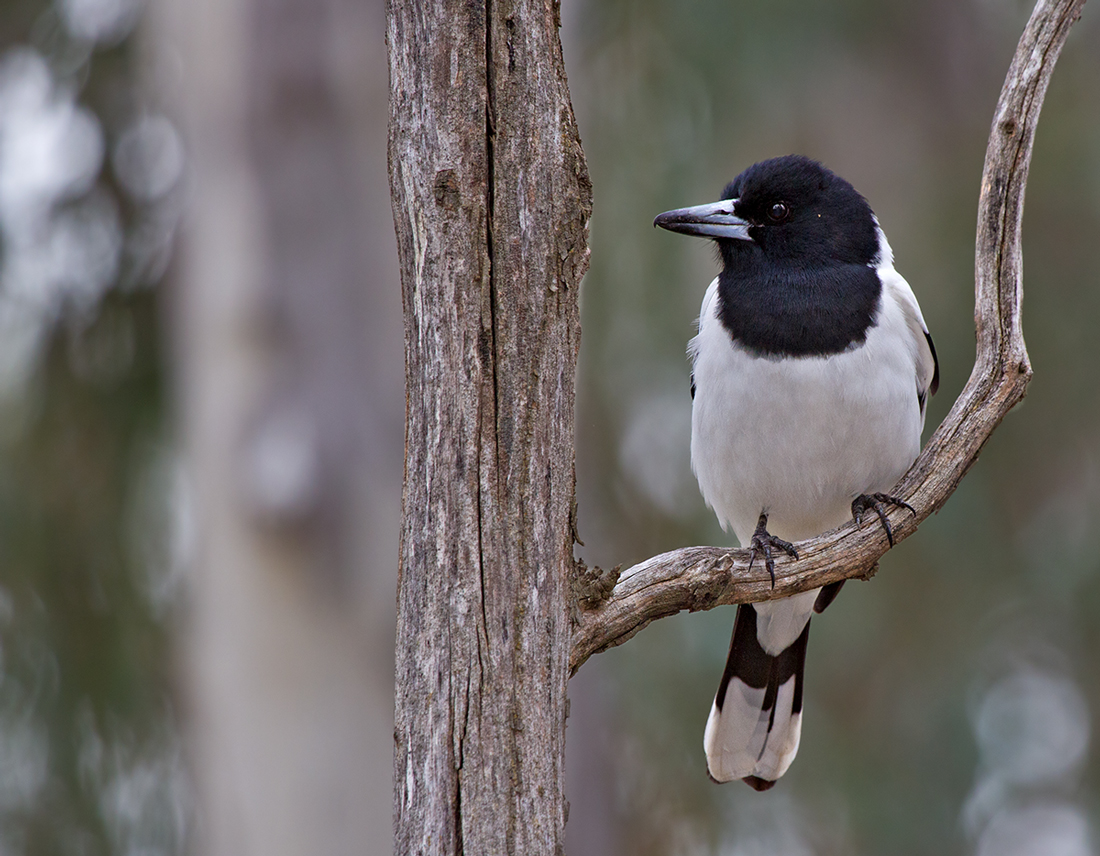
Schwarzkehl-Krähenstar, Gulpa Island Nationalpark

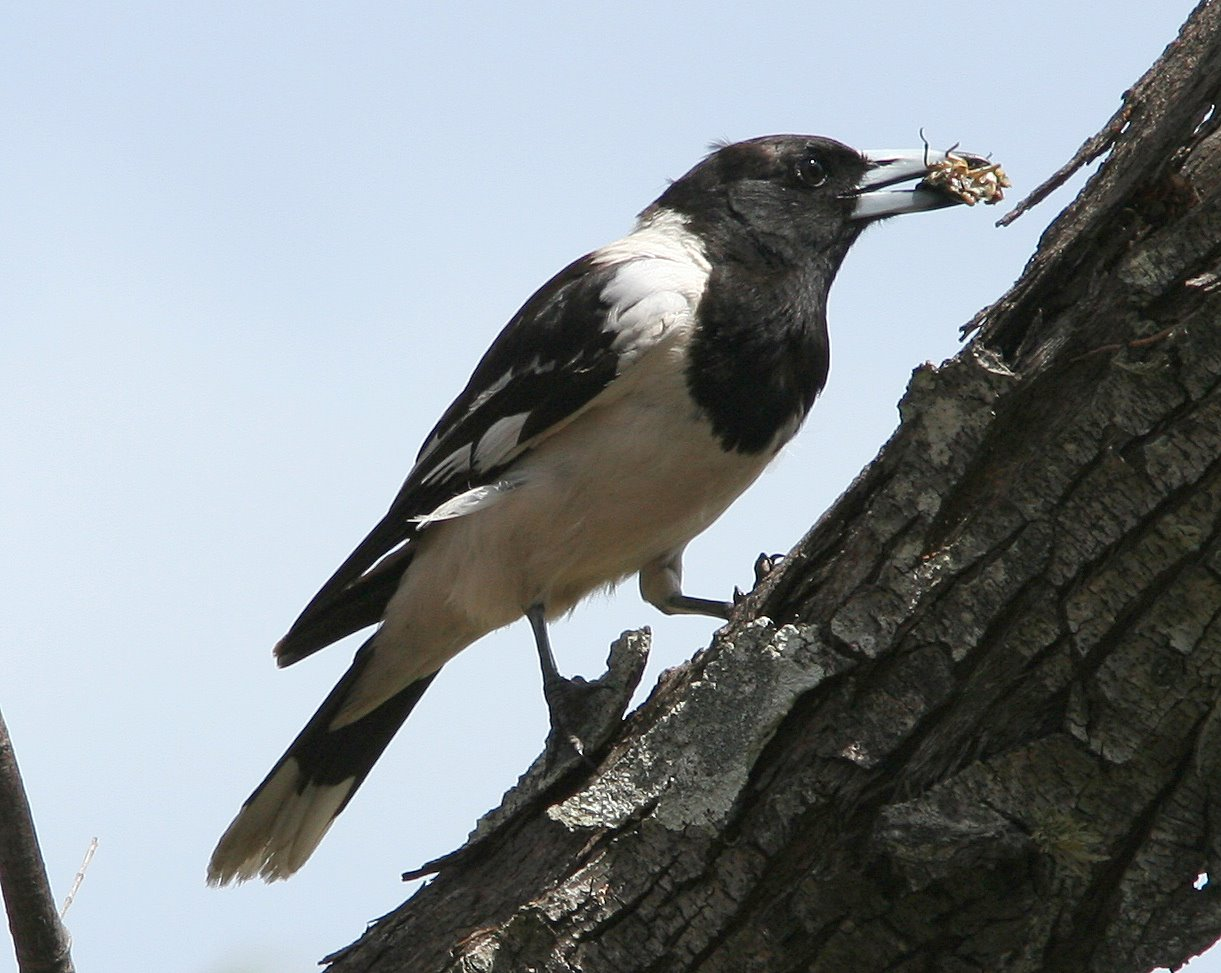
Schwarzkehl-Krähenstar mit Heuschrecken im Schnabel

Schwarzkehl-Krähenstar leben einzelgängerisch oder paarweise. Nur vereinzelt werden auch kleinere Gruppen von ihnen beobachtet, vermutlich handelt es sich dabei um Familiengruppen. Grundsätzlich ist er ein zutraulicher Vogel, allerdings verteidigt er die unmittelbare Umgebung seines Nestes aggressiv. Schwarzkehl-Krähenstar sitzen häufig exponiert auf Ansitzwarten, meistens Äste, aber auch auf Zaunpfählen und Drähten. Der Flug ist schnell und gerade. 

### Nahrung
Schwarzkehl-Krähenstar decken den größten Teil ihres Nahrungsbedarfes mit Wirbellosen, daneben fressen sie aber auch kleinere Wirbeltiere und seltener auch Früchte, Samen und Nektar. Den größten Teil ihrer Nahrung finden sie auf dem Boden. Belegt ist, dass sie andere Vogelarten fressen: Ein beobachteter Schwarzkehl-Krähenstar fraß zunächst die Jungvögel eines Gartenfächerschwanzes und tötete anschließend auch einen der Elternvögel, der seine Nestlinge zu verteidigen versuchte. Er wurde auch bereits dabei beobachtet, wie er einen trinkenden Ringelastrild fing und fraß.
Er folgt gelegentlich Australischen Baumfalken während deren Jagd auf kleine Vogelarten. Sie versuchen von diesem aufgescheuchte Vogelarten wie Star und Rostkehl-Honigfresser (Conopophila rufogularis) zu fangen, die vor dem Falken ins Unterholz fliehen. Umgekehrt fängt der Australische Baumfalke die Vögel, die der Schwarzkehl-Krähenstar aus dem Unterholz hochscheucht.

### Fortpflanzung
Die Fortpflanzungsbiologie des Schwarzkehl-Krähenstars ist noch nicht abschließend untersucht. Er gilt jedoch als ein Vogel, der eine monogame Paarbeziehung eingeht. In Brisbane betrug die Größe der von einem Paar besetzten Reviere zwischen 13 und 22 Hektar, die ganzjährig von dem Brutpaar besetzt wurden. Es gibt aber auch Berichte von Schwarzkehl-Krähenstar, bei denen zwei Brutpaare im selben Baum ihre Nester hatten.
Der Schwarzkehl-Krähenstar zählt außerdem zu den Arten, bei denen man Bruthelfer beobachtet hat. Die Anzahl der helfenden Vögel variierte zwischen drei und 15 Vögeln. Bruthelfer beteiligten sich an der Fütterung der Nestlinge und noch abhängigen Jungvögeln und verteidigten außerdem das Nest. Zumindest in einigen beobachteten Fällen ist man sich sicher, dass es sich bei den Bruthelfern um noch nicht geschlechtsreife Nachkommen der Elternvögel aus der vorangegangenen Brutsaison handelt.
Die Brutzeit fällt in die Monate Juli bis Dezember mit einem Höhepunkt im Zeitraum September bis November. Das Nest wird gewöhnlich hoch oben in Baumkronen errichtet. Es handelt sich um ein offenes Napfnest, das aus Ästchen und Zweigen, gelegentlich auch aus Blättern, Rinde und Gras gebaut wird. Das Nestinnere ist mit kleinen Wurzeln, Ästchen, Gras, Wolle und Federn ausgelegt. Das Gelege besteht aus zwei bis vier Eiern, die das Weibchen mit einem Legeabstand von zwei Tagen legt. Die Brut beginnt mit der Ablage des ersten Eis, die Brutzeit beträgt 20 Tage. Die Nestlinge sind nach 29 bis 31 Tagen flügge.

### Lebenserwartung
Ein Männchen, das als ausgewachsener Vogel beringt wurde, wurde 7 Jahre und 7 Monate nach der Beringung tot aufgefunden. Ein anderes, ebenfalls adult beringtes Männchen lebte nach der Beringung noch 8 Jahre und 8 Monate.

## Schwarzkehl-Krähenstar und Mensch
Der Schwarzkehl-Krähenstar hat durch die europäische Besiedlung des australischen Kontinents dort sein Verbreitungsgebiet ausdehnen können, wo Wälder zugunsten von Agrarflächen abgeholzt wurden. Er gilt in Australien als nützlicher Vogel, da er Mäuse und Heuschrecken frisst. Er wird vergleichsweise zutraulich, wenn er in Gärten oder Parks regelmäßig gefüttert wird und wird so zahm, dass er Futter auch aus der Hand nimmt. Als Ziervogel wird er dagegen sehr selten gehalten.

## Trivia
Der zu den Laubenvögeln gehörenden Tropfenlaubenvogel und Fleckenlaubenvogel ahmen die Rufe mehrerer Vogelarten nach, die sie als Fressfeinde kennen. Dazu zählen auch der Ruf des Schwarzkehl-Krähenstars.